# Gourma
Gourma är en provins i Burkina Faso.   Den ligger i regionen Est, i den östra delen av landet, 220 km öster om huvudstaden Ouagadougou. Antalet invånare är 258 192. Arean är 11 117 kvadratkilometer. Huvudort är Fada N'Gourma.